# Sianowa Czajka Przemyśl
Sianowa Czajka Przemyśl (ukr. «Сянова Чайка» (Перемишль)) – ukraiński klub piłkarski z siedzibą w mieście Przemyśl.

## Historia
Chronologia nazw:
- 1909: Kopana Przemyśl (ukr. «Копана» (Перемишль))
- 1910: Sianowa Czajka Przemyśl (ukr. «Сянова Чайка» (Перемишль))
- 1939: klub rozwiązano

W 1909 roku w Ukraińskim Gimnazjum w Przemyślu z inicjatywy profesora Iwana Boberskiego oraz ukraińskich uczniów powstał klub Kopana, który potem został przemianowany na Sianowa Czajka. Na czele klubu stał profesor Jewhen Lubowicz, a później Jewhen Baczynski.
W latach przedwojennych w klubie istniało 14 sekcji: m.in. gimnastyki, pływania, lekkoatletyki, podnoszenia ciężarów, kolarstwa, narciarstwa, saneczkarstwa, łyżwiarstwa, piki nożnej, wioślarstwa i strzelectwa. 
8 października 1910 roku piłkarze przyjechali do Lwowa, gdzie spotkali się z pierwszą drużyną USK Lwów, wygrywając 2:0.
W czerwcu 1912 roku klub wziął udział w "Wielkim Dniu Sportu" we Lwowie. Odbył się mecz piłki nożnej pomiędzy Sianową Czajką a Ukrainą Lwów, który zakończył się remisem 2:2.
Najpierw I wojna światowa, a potem wojna polsko-ukraińska i wojna polsko-bolszewicka nie pozwoliła w pełni trenować i rozgrywać mecze piłkarskie. Dopiero w okresie międzywojennym w Polsce klub ponownie zaczął funkcjonować, ale występował jedynie w meczach organizowanych przez Sportowe Towarzystwo spośród drużyn ukraińskich. Nawet po zorganizowaniu przez PZPN "okręgowej ligi Lwów" klub nie przystąpił do rozgrywek w niej. Został rozwiązany w 1939 roku.

### Derby
Uwaga: w nawiasach lata istnienia klubu.
- Polonia Przemyśl (1909–obecnie),
- Jutrzenka Przemyśl (1910–1935),
- Nadzieja Przemyśl (1910–1914),
- Olimpia Przemyśl (1910–1917),
- Termopile Przemyśl (1911–1912),
- Biali Przemyśl (1912–1913),
- Czarni Przemyśl (1912–1913),
- Legion Przemyśl (1912–1914),
- Maraton Przemyśl (1912),
- Pogoń Przemyśl (1912–1914),
- Amatorski Klub Sportowy Przemyśl (1913–1914),
- Czuwaj Przemyśl (1918–obecnie),
- Hagibor Przemyśl (1921–1939),
- Haschachar Przemyśl (1921–1923),
- Labor Przemyśl (1921–1935),
- Berkut Przemyśl (1922–1934),
- Sparta Przemyśl (1922–1923),
- Strzelec Przemyśl (1922–1923, 1928–1929),
- Ruch Przemyśl (1924–1937),
- Świt Przemyśl (1925–1929),
- Legia Przemyśl (1927–1928),
- Elektrownia Przemyśl (1928–1939),
- KS 28 Przemyśl (1929–1938),
- Sian Przemyśl (1929–1939),
- AKS Przemyśl (1932–1936),
- Orzeł Przemyśl (1932–1937),
- Polna Przemyśl (1935–1991),
- Carissima Przemyśl (1936–1939),
- Przemyślanka Przemyśl (1936–1939),
- Pancerni Żurawica (1936–1939).